# Neco Williams
Pour les articles homonymes, voir Williams.
Neco Williams, né le 13 avril 2001 à Wrexham au pays de Galles, est un footballeur international gallois qui évolue au poste d'arrière droit à Nottingham Forest.

## Biographie

### Carrière en club

#### Formation à Liverpool (2009-2019)
Né au pays de Galles, Neco Williams commence à jouer au foot à 6 ans en pré-formation à Liverpool. À 9 ans il est déjà convoité par le Manchester United, club dont son père est supporteur, mais le jeune joueur choisit de rester à The Academy (en).
Il évolue d'abord entre les postes d'ailier et de milieu offensif avant d'être replacé à droite de la défense.
C'est à ce poste qu'il joue ensuite dans l'académie, surclassé dans plusieurs catégories, jusqu'à faire ses débuts avec les moins de 18 ans en 2017, étant toutefois freiné par une blessure au dos, qui l’empêche de jouer pour la majeure partie de la saison 2017-2018. 

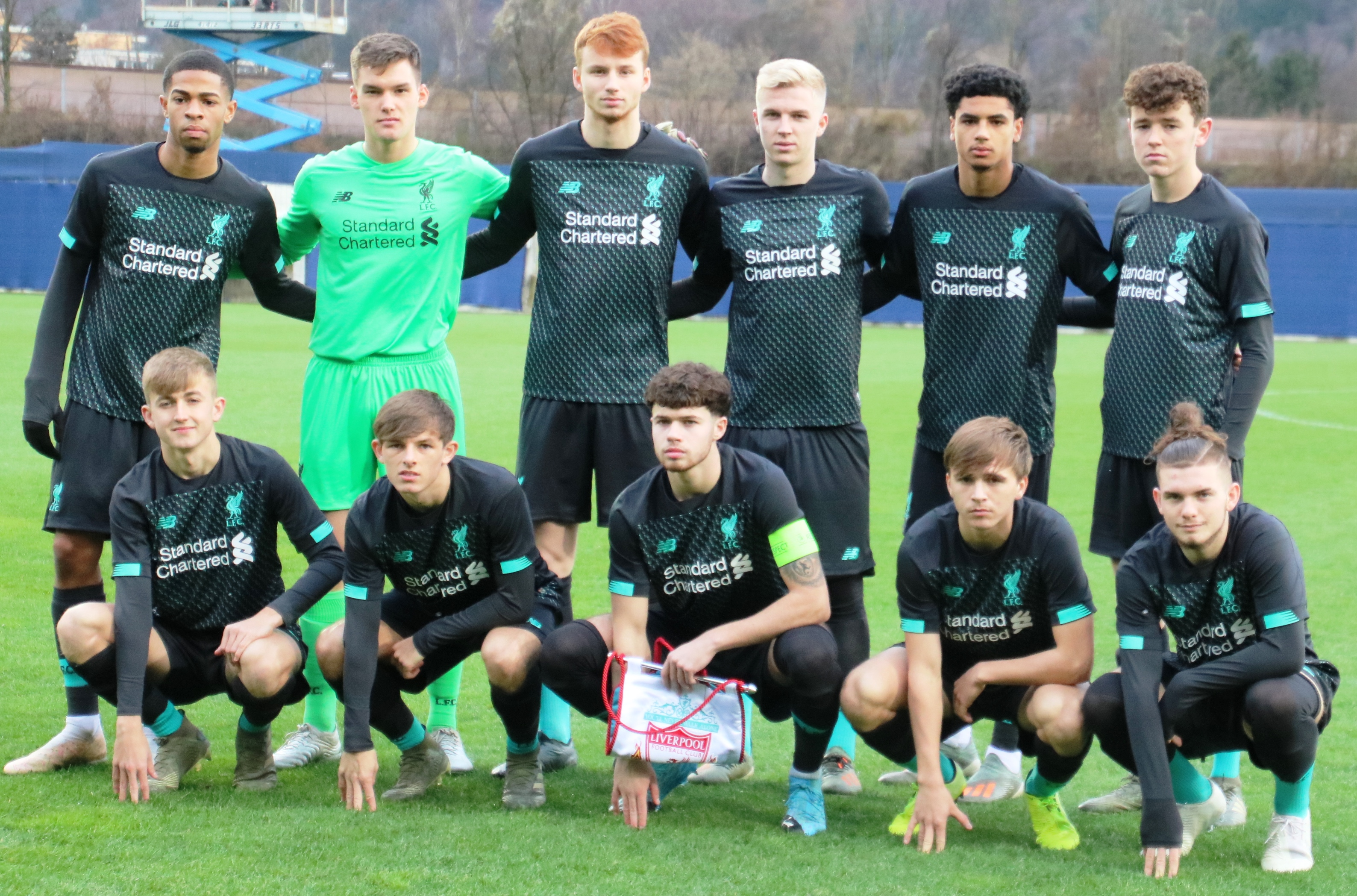
Neco Williams avec le brassard de capitaine avant une rencontre d'UEFA Youth League contre Salzbourg en décembre 2019.

Il revient toutefois en grande forme la saison suivante avec les jeunes liverpuldiens, sous la houlette de Steven Gerrard qui parle de lui comme un joueur au talent hors-norme,.
En janvier 2019 il signe à 17 ans son premier contrat professionnel avec l'équipe du Merseyside.
La même année il remporte la coupe d'Angleterre des moins de 18 ans, inscrivant le penalty décisif dans les tirs au but qui donne la victoire au Reds.

#### Débuts en professionnel avec le Liverpool FC (2019-2022)
Il fait ses débuts professionnels avec Liverpool le 30 octobre 2019 en Coupe de la Ligue contre Arsenal, où il délivre une passe décisive à Divock Origi. Mais c'est surtout dans le derby du Merseyside remporté 1-0 en FA Cup que le jeune arrière latéral s'illustre, faisant partie des meilleurs joueurs du match avec son jeune coéquipier Curtis Jones,,.
Il continue à gagner du temps de jeu lors de la saison, s'approchant peu à peu d'une place régulière dans ce qui est alors une des meilleures équipes d'Europe,. De fait derrière Trent Alexander-Arnold, il semble y avoir une place de remplaçant à prendre pour le jeune Williams, qui fait figure de grand espoir du club — James Milner, Joe Gomez et Nathaniel Clyne représentant plus des options de dépannage que des solutions sur le long terme à priori,,.
Le 4 février 2020, il est titularisé pour la rencontre du 4e tour de FA Cup contre Shrewsbury Town, remportée 1-0 par ce qui est alors la plus jeune équipe de l'histoire de Liverpool, aux côtés de joueurs comme Harvey Elliott, Leighton Clarkson ou Curtis Jones. Neco est élu homme du match de la rencontre, étant notamment à l'origine de plusieurs actions dangereuses et du seul but de son équipe, son cross y étant dévié par le défenseur adverse Ro-Shaun Williams (en).
Lors de la saison 2020-21, il gagne encore en temps de jeu et devient définitivement la doublure d'Alexander-Arnold, alternant les titularisations avec ce dernier et enchainant les prestations de haut vol,,, se retrouvant même convoité par des clubs comme le Real Madrid,.

#### Prêt à Fulham (2022)
En quête de temps de jeu, il est prêté le 31 janvier 2022 pour le reste de la saison au Fulham FC (Championship).

#### Transfert à Nottingham Forest (depuis 2022)
Après un prêt réussi à Fulham, il signe chez le promu Nottingham Forest pour quatre ans.

### Carrière en sélection nationale
Né au pays de Galles, Williams est un cadre de l'équipe des moins de 19 ans galloise depuis 2018. Après ses débuts avec Liverpool il devient un candidat plus que sérieux pour participer à l'Euro 2020 avec le pays de Galles reléguant potentiellement hors du groupe le vétéran Chris Gunter.
Mais le jeune Williams est aussi éligible pour l'équipe d'Angleterre via ses grands-parents et au fur et à mesure qu'il monte en puissance les deux nations britanniques semblent être de plus en plus intéressées par la sélection du jeune homme,. Le sélectionneur gallois Ryan Giggs en vient même à publiquement faire la louange de Neco Williams, qu'il prévoit de sélectionner pour les matchs amicaux du mois de mars, qui sont toutefois annulés du fait de la Pandémie de Covid-19.
Le 9 novembre 2022, il est sélectionné par Rob Page pour participer à la Coupe du monde 2022.

## Style de jeu
Arrière droit (également capable de jouer à gauche) résolument offensif de par sa formation plus haut dans le terrain — il joue notamment encore comme milieu offensif avec les équipes de jeunes galloises — Neco Williams est un joueur rapide et technique. Il impressionne notamment par ses qualités athlétiques et la qualité de ses centres.
Il est souvent comparé à son aîné Trent Alexander-Arnold, également arrière droit formé à Liverpool qui a franchi tous les paliers pour devenir un titulaire indiscutable du club,.

## Statistiques détaillées
| Saison                | Club                  | Championnat           | Championnat | Championnat | Championnat | Coupe nationale | Coupe nationale | Coupe nationale | Coupe de la Ligue | Coupe de la Ligue | Coupe de la Ligue | Supercoupe | Supercoupe | Supercoupe | Compétition(s) continentale(s) | Compétition(s) continentale(s) | Compétition(s) continentale(s) | Compétition(s) continentale(s) | Supercoupe UEFA | Supercoupe UEFA | Supercoupe UEFA | Coupe du monde des clubs | Coupe du monde des clubs | Coupe du monde des clubs | Total | Total | Total |
| Saison                | Club                  | Division              | M.          | B.          | P.d.        | M.              | B.              | P.d.            | M.                | B.                | P.d.              | M.         | B.         | P.d.       | Comp.                          | M.                             | B.                             | P.d.                           | M.              | B.              | P.d.            | M.                       | B.                       | P.d.                     | M.    | B.    | P.d.  |
| 2019-2020             | Liverpool FC          | Premier League        | 6           | 0           | 0           | 4               | 0               | 2               | 1                 | 0                 | 1                 | 0          | 0          | 0          | C1                             | 0                              | 0                              | 0                              | 0               | 0               | 0               | 0                        | 0                        | 0                        | 11    | 0     | 3     |
| 2020-2021             | Liverpool FC          | Premier League        | 6           | 0           | 0           | 1               | 0               | 0               | 2                 | 0                 | 0                 | 1          | 0          | 0          | C1                             | 4                              | 0                              | 1                              | -               | -               | -               | -                        | -                        | -                        | 14    | 0     | 1     |
| 2021-2022             | Liverpool FC          | Premier League        | 1           | 0           | 1           | 0               | 0               | 0               | 4                 | 0                 | 1                 | -          | -          | -          | C1                             | 3                              | 0                              | 0                              | -               | -               | -               | -                        | -                        | -                        | 8     | 0     | 2     |
| Sous-total            | Sous-total            | Sous-total            | 13          | 0           | 1           | 5               | 0               | 2               | 7                 | 0                 | 2                 | 1          | 0          | 0          | -                              | 7                              | 0                              | 1                              | 0               | 0               | 0               | 0                        | 0                        | 0                        | 33    | 0     | 6     |
| 2021-2022             | Fulham FC (prêt)      | Championship          | 14          | 2           | 2           | 1               | 0               | 0               | -                 | -                 | -                 | -          | -          | -          | -                              | -                              | -                              | -                              | -               | -               | -               | -                        | -                        | -                        | 15    | 2     | 2     |
| Sous-total            | Sous-total            | Sous-total            | 14          | 2           | 2           | 1               | 0               | 0               | 0                 | 0                 | 0                 | 0          | 0          | 0          | -                              | 0                              | 0                              | 0                              | 0               | 0               | 0               | 0                        | 0                        | 0                        | 15    | 2     | 2     |
| 2022-2023             | Nottingham Forest     | Premier League        | 30          | 1           | 0           | 1               | 0               | 0               | 4                 | 0                 | 0                 | -          | -          | -          | -                              | -                              | -                              | -                              | -               | -               | -               | -                        | -                        | -                        | 35    | 1     | 0     |
| 2023-2024             | Nottingham Forest     | Premier League        | 26          | 0           | 1           | 5               | 0               | 0               | 1                 | 0                 | 0                 | -          | -          | -          | -                              | -                              | -                              | -                              | -               | -               | -               | -                        | -                        | -                        | 32    | 0     | 1     |
| 2024-2025             | Nottingham Forest     | Premier League        | 35          | 1           | 3           | 3               | 0               | 0               | 1                 | 0                 | 0                 | -          | -          | -          | -                              | -                              | -                              | -                              | -               | -               | -               | -                        | -                        | -                        | 39    | 1     | 3     |
| 2025-2026             | Nottingham Forest     | Premier League        | 1           | 0           | 0           | 0               | 0               | 0               | 0                 | 0                 | 0                 | -          | -          | -          | C3                             | -                              | -                              | -                              | -               | -               | -               | -                        | -                        | -                        | 1     | 0     | 0     |
| Sous-total            | Sous-total            | Sous-total            | 93          | 2           | 4           | 9               | 0               | 0               | 6                 | 0                 | 0                 | 0          | 0          | 0          | -                              | 0                              | 0                              | 0                              | 0               | 0               | 0               | 0                        | 0                        | 0                        | 108   | 2     | 4     |
| Total sur la carrière | Total sur la carrière | Total sur la carrière | 120         | 4           | 6           | 15              | 0               | 2               | 13                | 0                 | 2                 | 1          | 0          | 0          | -                              | 7                              | 0                              | 1                              | 0               | 0               | 0               | 0                        | 0                        | 0                        | 156   | 4     | 11    |

## Palmarès
| Liverpool : - Championnat d'Angleterre - Champion en 2020 - Coupe du Monde des Clubs - Vainqueur en 2019 - FA Youth Cup - Vainqueur en 2019 - Community Shield - Finaliste : 2020 |
| - Fulham - Champion d'Angleterre de D2 : - Champion : 2022 |

## Vie privée
Neco a un frère cadet, Keelan Williams, qui est également passé par le centre de formation du Liverpool.